# Antonio Comino
Antonio Comino (Brescia, ... – Brescia, 1644) è stato un architetto italiano.

## Biografia
La sua carriera di architetto si svolse principalmente nella città di Brescia e in provincia di Brescia, operando soprattutto su architetture religiose. È noto in particolare per essere stato il direttore dei lavori al cantiere del Duomo nuovo dal 1611 fin quasi alla morte, affiancato a Lorenzo Binago in qualità di progettista e sovrintendente.
Opera sua è il progetto di ricostruzione integrale della chiesa dei Santi Faustino e Giovita, compresi altri lavori sulle rifiniture interne, avviato nel 1620 e terminato quasi un secolo dopo.
Sempre ai suoi progetti si deve, probabilmente, la trasformazione barocca della chiesa di San Barnaba.